# Кантальпіно
Кантальпіно (ісп. Cantalpino) — муніципалітет в Іспанії, у складі автономної спільноти Кастилія-і-Леон, у провінції Саламанка. Населення — 1025 осіб (2010).
Муніципалітет розташований на відстані близько 150 км на північний захід від Мадрида, 35 км на схід від Саламанки.
На території муніципалітету розташовані такі населені пункти: (дані про населення за 2010 рік)
- Кантальпіно: 1014 осіб
- Которрільйо: 0 осіб
- Куарто-де-ла-Асунсьйон: 0 осіб
- Ла-Естасьйон: 0 осіб
- Ревілья: 0 осіб
- Торре-де-Монкантар: 0 осіб
- Вільяфуерте: 11 осіб

## Демографія
Динаміка населення (INE ):

## Зовнішні посилання
- Провінційна рада Саламанки: індекс муніципалітетів [Архівовано 23 квітня 2009 у Wayback Machine.]
- Офіційна вебсторінка муніципалітету Кантальпіно [Архівовано 14 червня 2021 у Wayback Machine.]
- Посилання на Google Maps